# Nor Capi
Nor Capi (auch: Nor Q'api oder Río de Santa Cruz) ist eine Streusiedlung im Departamento Oruro im Hochland des südamerikanischen Andenstaates Bolivien.

## Lage im Nahraum
Nor Capi liegt in der Provinz Litoral und ist die größte Ortschaft des Cantón Payrumani del Litoral im Municipio Escara auf dem bolivianischen Altiplano. Das Zentrum der Ortschaft liegt auf einer Höhe von 3744 m am Ostufer der Mündung des Río Turco in den Río Lauca, der in den Salar de Coipasa mündet, dem zweitgrößten Salzsee Boliviens.

## Geographie
Das Klima der Region ist semiarid und weist eine kurze Regenzeit im Sommer auf, der Jahresniederschlag liegt bei niedrigen 200 mm (siehe Klimadiagramm Huachacalla). Die Jahresdurchschnittstemperatur liegt bei knapp 6 °C ohne wesentliche Schwankungen im Jahresverlauf, aber mit starken Tagesschwankungen der Temperatur und häufigem Frostwechsel.
Die Vegetation der Region entspricht der semiariden Puna. Sie ist baumlos und setzt sich vor allem aus Dornsträuchern, Gräsern, Sukkulenten und Polsterpflanzen zusammen. Sie wird wirtschaftlich als Lama-, Alpaka- und Schafweide genutzt.

## Verkehrsnetz
Nor Capi liegt in einer Entfernung von 162 Straßenkilometern südwestlich von Oruro, der Hauptstadt des Departamentos.
Von Oruro aus führt die Nationalstraße Ruta 12 in südwestlicher Richtung über Toledo in das 90 Kilometer entfernte Ancaravi. Von hier aus folgt man der Ruta 12 weiter, die Straße überquert nach 53 Kilometern auf einer Brücke den Río Jolanta und nach zehn weiteren Kilometern den Río Lauca. Anderthalb Kilometer vor der Brücke über den Río Lauca zweigt eine unbefestigte Nebenstraße in nordwestlicher Richtung von der Ruta 12 ab und erreicht Nor Capi nach zehn Kilometern.

## Bevölkerung
Die Einwohnerzahl der Ortschaft ist in dem Jahrzehnt zwischen den beiden letzten Zählungen laut den Angaben der INE-Volkszählung drastisch angestiegen:
| Jahr | Einwohner         | Quelle       |
| ---- | ----------------- | ------------ |
| 1992 | keine Detaildaten | Volkszählung |
| 2001 | 14                | Volkszählung |
| 2012 | 515               | Volkszählung |
| 2024 |                   | Volkszählung |

Die Region weist einen hohen Anteil indigener Bevölkerung auf, im Municipio Escara sprachen im Jahr 2001 81,1 Prozent der über 6-Jährigen Aymara.